# Peter Zadek
Peter Zadek, właściwie Peter Arsch (wym. [tsạ:dɛk]; ur. 19 maja 1926 w Berlinie, zm. 30 lipca 2009 w Hamburgu) – niemiecki reżyser teatralny i filmowy, tłumacz i autor scenariuszy. Uważany był za jednego z wielkich mistrzów powojennego teatru niemieckojęzycznego.

## Życiorys
Urodził się w Berlinie w rodzinie żydowskiej. W 1933 wyemigrował wraz z rodzicami do Anglii, gdzie studiował na Uniwersytecie Oksfordzkim i uczył się reżyserii w The Old Vic w Londynie. Tam też wystawił pierwsze spektakle. Zadebiutował przedstawieniem Salome Oscara Wilde’a. W 1957 zrealizował w Londynie prapremierową inscenizację Balkonu Jeana Geneta.
Po powrocie do Niemiec na przełomie lat 50. i 60. współpracował z teatrami w Kolonii, Ulm i Bremie. Potem, w latach 1972-1975, był dyrektorem teatru Schauspielhaus w Bochum, a następnie Deutsches Spielhaus w Hamburgu (1985–1989) jako impresario. Od 1992 przez dwa lata pracował jako współdyrektor Berliner Ensemble.
Do ważniejszych jego spektakli należą m.in.: Król Lear Williama Shakespeare’a (1974), Dzika kaczka Henryka Ibsena (1975), Otello Shakespeare’a (1976), Hedda Gabler Ibsena (1977), Mizantrop Moliera (1979), Getto Joshuy Sobola (1984), Cud w Mediolanie wg scenariusza filmowego Vittorio De Siki (1993).
Sięgał po prowokujące, łamiące konwencje środki. Wielokrotnie był wybierany „Reżyserem roku” przez magazyn „Theater heute”. Otrzymał też wiele prestiżowych nagród, w tym Kortner-Preis, Piscator-Preis, Kainz-Medaille.